# 白鹅潭

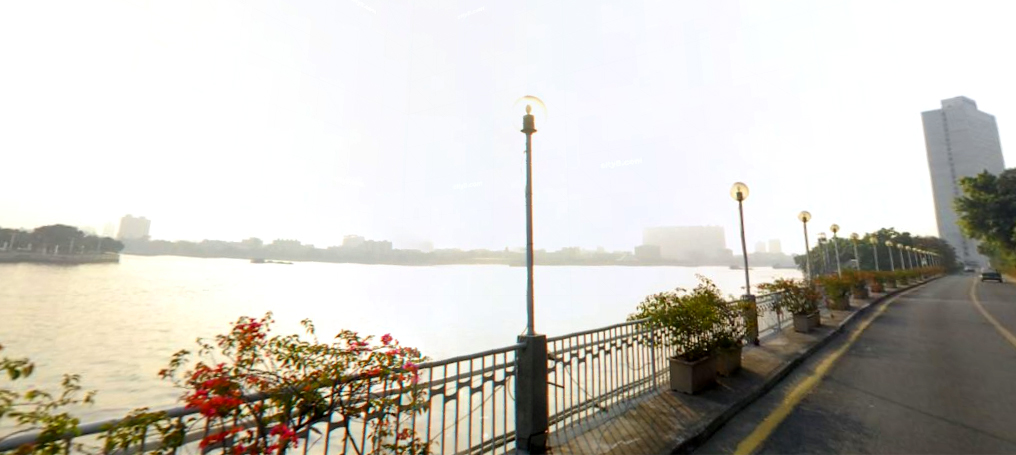
白鹅潭全景，左方为河南，正前方为芳村，右方为沙面白天鹅宾馆

白鹅潭，又簡稱鵝潭，位于中国广州市沙面岛以南的珠江河面上，是西航道、前航道、后航道等3段珠江广州河道的交汇处。古人称之为“巨浸”。该段河面宽阔，水深流急，烟波浩淼，风景秀丽，入夜，清风送爽，月色朗朗。“鹅潭夜月”被评为1963年的羊城八景之一。广州市人民政府通常在此举行烟花汇演。

## 传说及由来
相传在明朝正统年间，广东南海连接发生几场天灾，人民生活困苦。正统十三年(1448年)九月，一名叫黄萧养的青年发动起义，聚集了万余人向广州进攻。次年六月，起义军在白鹅潭的江面上打败了前来镇压的官兵。传说在这次战斗中，两只经常在江面游弋的大白鹅为起义军引航导路。后来因寡不敌众，起义被明朝政府镇压，黄萧养亦战死。民间则传说当黄萧养撤退到珠江边的紧急关头，两只大白鹅从江心浮出背着黄萧养向江心游去，消失在大雾中。以后人们就根据这个传说把这段珠江河面称为白鹅潭。
事实没有什麼传说，只是当地漁民喜欢在那养白鹅，因此就叫白鹅潭了。

## 历史
白鹅潭是珠江流经广州最宽和水位最深的河面，自古以来是广州对外通商的重要交通水道。清朝道光年间，白鹅潭一带有数千花艇聚集于此，热闹非常。花艇装饰清雅秀丽，船上莺歌燕舞，笙歌彻夜。
清代時歸屬廣州府南海縣順德協右營（駐防）管轄。
第二次鸦片战争爆发后，沙面被劃为英、法租界，白鹅潭一帶成为外国舰只避风停泊的港湾。
1949年以后，当时白鹅潭上仍有很多疍民以船为家。1950年代，周恩来总理决定由中央拨款兴建住宅，陆续安排疍民上岸定居。至80年代改革開放，由於興建了白天鵝賓館，白鵝潭自此作為春節燃放煙火的地方。

## 周边
- 白天鹅宾馆
- 黄沙码头
- 珠江隧道
- 白鹅潭酒吧街
- 洲头咀码头
- 人民桥 (广州)
- 白鹅潭大湾区艺术中心